# Navaquesera
Navaquesera település Spanyolországban, Ávila tartományban. Navaquesera Navatalgordo, Navalosa, Hoyocasero, Navalacruz és Navarredondilla községekkel határos. Lakosainak száma 43 fő (2024).

## Népesség
A település népessége az utóbbi években az alábbiak szerint változott:
| Lakosok száma | 198  | 310  | 259  | 76   | 62   | 42   | 32   | 28   | 16   | 43   |
|               | 1842 | 1897 | 1940 | 1981 | 2000 | 2005 | 2010 | 2014 | 2019 | 2024 |